# Manuel de Falla y Matheu
Manuel de Falla y Matheu (castellà: Manuel de Falla)  (23 de novembre de 1876 - Alta Gracia, 14 de novembre de 1946) fou un compositor andalús de música clàssica de renom universal. Amb els catalans Isaac Albéniz i Enric Granados seria el tercer dels noms que integren la gran trilogia del nacionalisme musical espanyol. Fou també un dels primers compositors d'aquesta tradició que es va donar a conèixer a tot Europa i Amèrica, superant l'aïllament de la música hispana des del segle xviii.
Format a Madrid amb Felip Pedrell i posteriorment, a París, amb Paul Dukas, la seva producció palesa tant la influència de les arrels musicals hispàniques com la de la música francesa i les avantguardes europees. Va compondre ballet: El amor brujo i El sombrero de tres picos; òpera: La vida breve i El retablo de Maese Pedro; i música instrumental, entre la que cal destacar la Fantasia baetica per a piano i el Concert per clavecí. La seva obra per a piano i orquestra Noches en los jardines de España està pròxima a l'estètica impressionista. Va deixar inacabada la seva cantata escènica Atlàntida, basada en el poema de Jacint Verdaguer, conclosa posteriorment pel seu deixeble Ernesto Halffter. Durant la dècada de 1920 i de 1930, va visitar freqüentment Barcelona i Catalunya i va relacionar-se amb diversos artistes, crítics i intel·lectuals catalans, com Joan Lamote de Grignon, Oleguer Junyent, Frank Marshall, Rafael Moragas, Jaume Pahissa i Santiago Rusiñol. Va mostrar molt interès per la sonoritat de la cobla i va assistir a diversos concerts de la Cobla Barcelona. També va col·laborar amb diverses institucions catalanes, com l’Associació de Música Da Camera, la Banda Municipal de Barcelona o l'Orquestra Pau Casals, amb qui va estrenar el Concert per a clave juntament amb Wanda Landowska. Al 1925, després d'un banquet d'honor celebrat a l'Hotel Majestic, Falla va expressar: «Yo he de deciros, y lo digo con toda el alma, que, sin los catalanes, acaso no hubiera podido llegar a realizar mi obra, ni a ser quién soy».
Després de la Guerra Civil espanyola Manuel de Falla va exiliar-se a l'Argentina, on va morir l'any 1946.

## Biografia

### Infantesa a Cadis

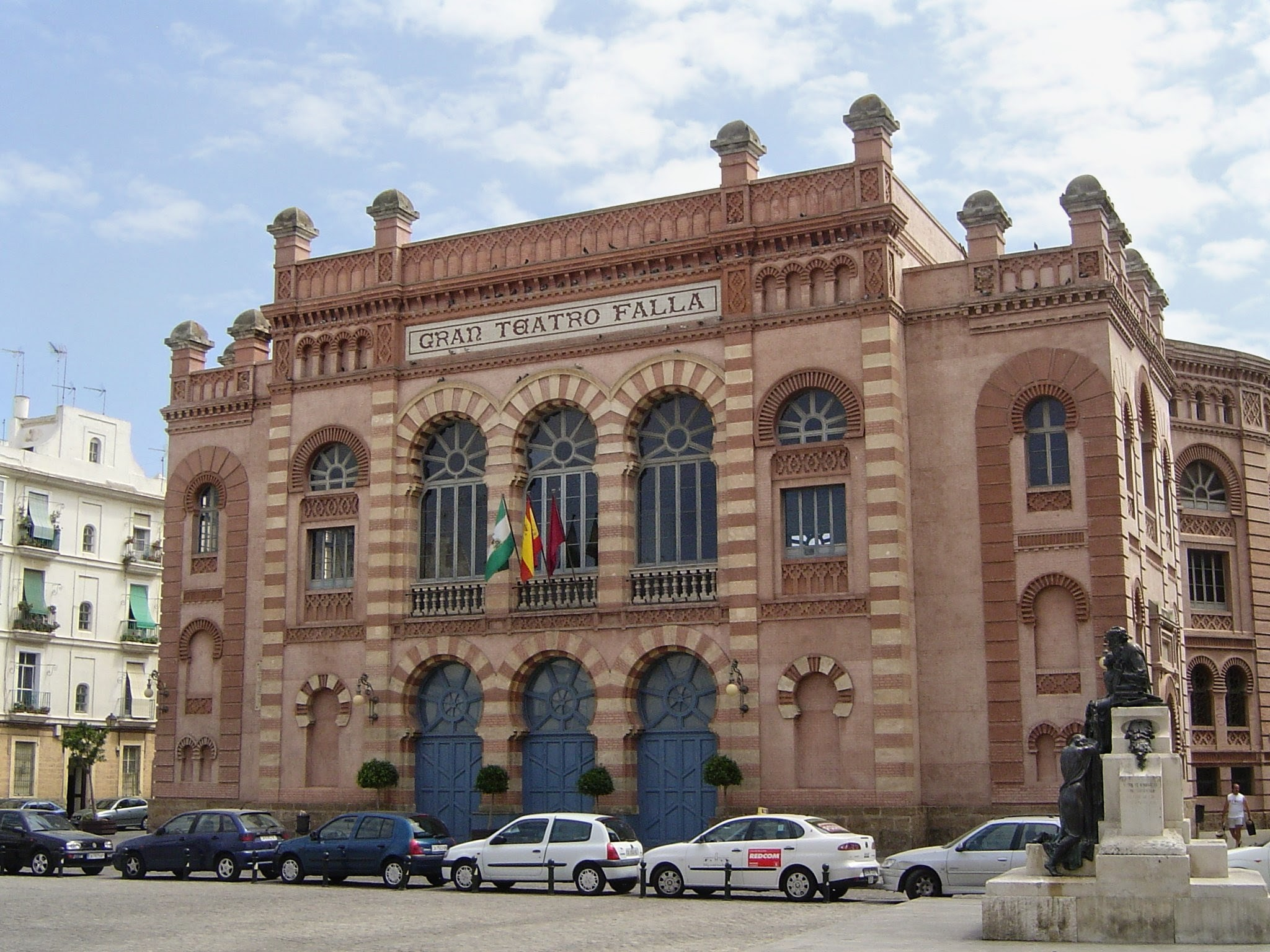
Gran Teatre Falla de Cadis, ciutat natal del compositor

Falla va nàixer en el si d'una família benestant dedicada al negoci de consignataris de naus, que llavors vivien els últims anys de la seva esplendor econòmica, previs a l'enfonsament de les últimes restes de l'imperi colonial espanyol, que els arrossegaria a la decadència. Son pare, José María de Falla Franco, era d'origen valencià, mentre que sa mare, Maria Jesús Matheu i Zabala, era catalana d'origen. Dels cinc fills del matrimoni només tres van atènyer l'edat adulta: Manuel, Germán i Maria del Carmen. Serà la seva germana, també soltera com el compositor, la fidel companya de Falla en els seus últims anys de vida.
Falla neix a Cadis, l'últim racó de l'Europa occidental, davant de les costes africanes. No obstant això, la família Falla va tenir un bon contacte amb la tradició musical europea, en primer lloc, a través del conreu familiar de la música, interpretant els obligats repertoris operístics i de música de saló; i, en segon lloc, l'accés any rere any a l'obra de Haydn Les set últimes paraules de Crist a la creu, encarregada per una confraria de Cadis al compositor austríac l'any 1785 i que es representava a la Catedral cada Setmana Santa.
Va rebre les primeres lliçons musicals de la seva mare, una excel·lent pianista que no va dubtar a posar-lo en mans dels millors professors de Cadis: Alejandro Odero i Enrique Broca, comptant també amb el suport i l'alè del melòman gadità Salvador de Viniegra. De la seva adolescència són les primeres obres de cambra en les quals s'aprecia una notable instrumentació i la influència de Wagner i Gounod. A 15 anys ja mostra alguns trets de la seua personalitat: somniador, sensible i amb una feble salut.

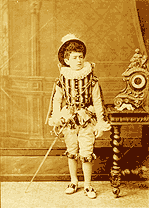
Manuel de Falla infant, disfressat

### Els anys d'estudi
Tot i que Falla ja havia fet alguns viatges a Sevilla i Madrid amb la seva família, cosa que li va proporcionar el contacte amb representacions musicals, és l'any 1898 quan la família al complet, a causa de problemes econòmics, es trasllada a viure a Madrid. Als 20 anys era un pianista prometedor, que ja havia compost diferents peces per tal de proveir-se d'un repertori propi, atès que en aquella època no es concebia un pianista que no interpretara obres originals. De complexió dèbil, va ser rebutjat per al servei militar, i tardanament va matricular-se al Conservatori en matrícula lliure, perquè resultava massa major per alternar amb els alumnes comuns. L'excel·lent pianista José Tragó, professor del Conservatori, va adonar-se de les excel·lents capacitats del gadità i va ser un important suport per al jove pianista que, a banda, començava a mostrar interès per la composició.
El panorama musical madrileny no deixava massa lloc per la creació fora del camp habitual de la sarsuela, i Manuel de Falla, com tots els seus col·legues, va dedicar-s'hi, produint les seues primeres obres; entre 1899 i 1905 va compondre cinc sarsueles. A El corneta de órdenes, van seguir-li La cruz de Malta, Limosna de Amor i La casa de Tócame Roque, però cap d'elles es va arribar a estrenar. Les dues primeres les va compondre en col·laboració amb Amadeu Vives. Posteriorment Falla repudiaria aquestes dues obres, i també la tercera; això no obstant, va expressar sempre una estima especial per la quarta d'elles, i anys més tard en va reutilitzar una part per al ballet El sombrero de tres picos. Totes aquestes obres, juntament amb les peces per a piano anteriors i alguna cançó andalusa, formen el que, en una frase del poeta Gerardo Diego ben escaient i que ha esdevingut cèlebre, s'ha denominat el «Premanuel de Antifalla». La cinquena sarsuela, Los amores de la Inés, sí que va ser estrenada, però sense massa èxit.

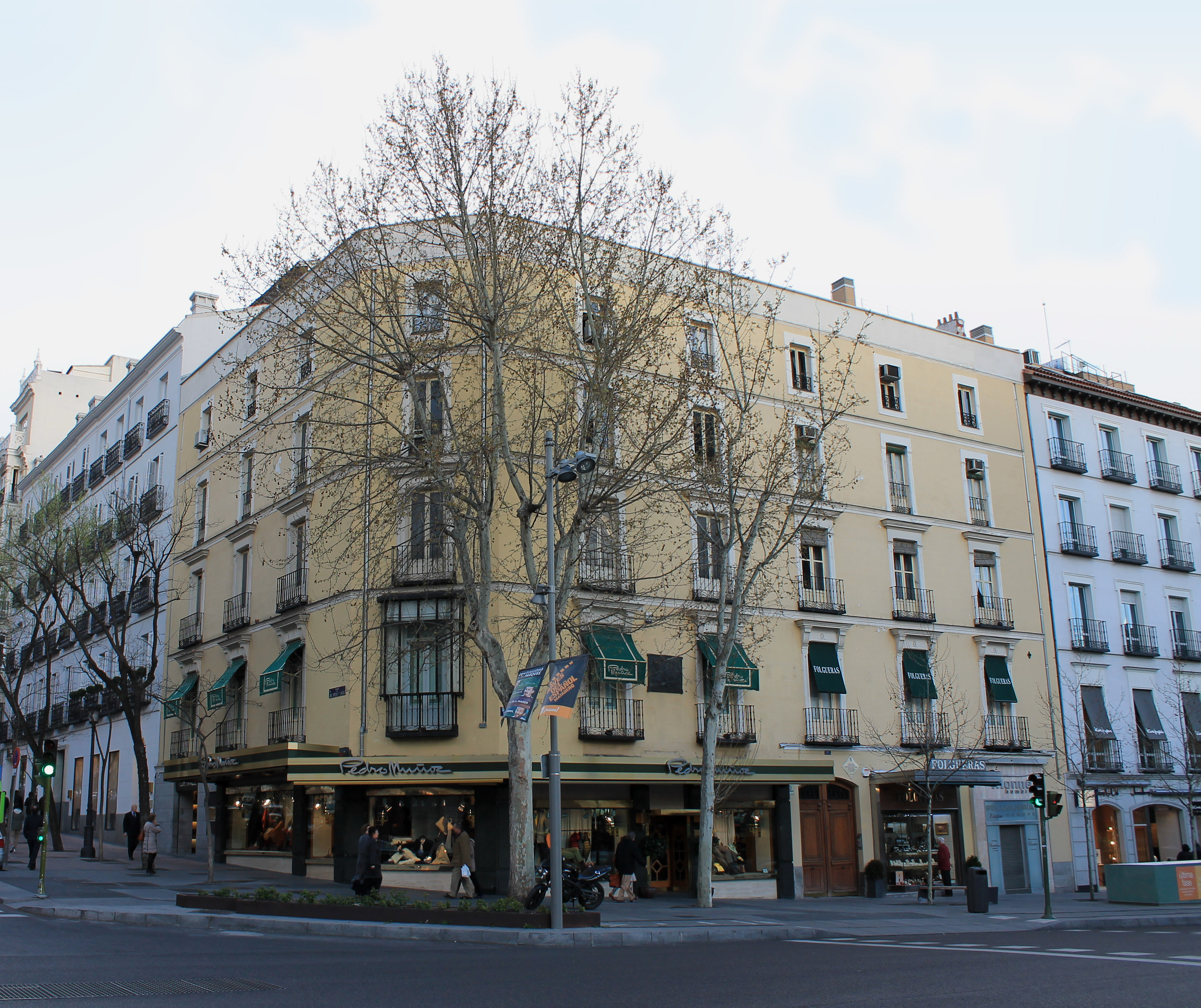
Edifici a Madrid on va viure Falla de 1901 a 1907.

Arran de la lectura d'unes partitures de l'òpera Els Pirineus de Felip Pedrell, Falla decideix contactar amb el mestre català per rebre'n classes de composició. Pedrell era professor d'Història de la música al Conservatori de Madrid. Falla va estudiar amb ell durant dos anys, de 1902 a 1904, moment en què Pedrell va tornar a Barcelona. Pedrell va inculcar-li la pulcritud i la perfecció formal, i li va fer conèixer els tresors del nacionalisme rus, especialment la música del Grup dels Cinc. Tanmateix, la principal influència de Pedrell consistirà a transmetre al jove compositor el coneixement del llegat musical espanyol, tant l'històric com el folklòric, com a base d'una creació musical original i autòctona. Falla es declararia tota la vida deixeble de Pedrell tot i no seguir al peu de la lletra el consell d'aquell. En efecte, Pedrell defensava la idea de la cita explícita i directa del material musical, mentre que Falla l'utilitza com a base però amb una elaborada recreació del material, que esdevé completament original. Falla utilitza la font folklòrica, però l'estilitza i la transforma fins que aquesta esdevé un material utilitzable per la música culta i adaptable a les necessitats orgàniques de l'obra concreta. En aquest sentit, Falla es trobarà completament inserit en els darrers corrents de la música nacionalista i de les avantguardes, representats per figures com Béla Bartok o Ígor Stravinski. El mateix Falla va afirmar, confrontant l'estètica de Claude Debussy i de Pedrell:
| « | ...mentre que el compositor espanyol usa, en gran part de la seua música, el document popular autèntic, hom diria que el mestre francès en prescindeix per crear una música pròpia, no agafant d'aquella que l'ha inspirada més que l'essència dels seus elements fonamentals. | » |

Falla pren partit per la visió essencialista de Debussy més que per la textual de Pedrell. Tot i això considera la posició de Debussy dins l'evolució natural de les teories de Pedrell i, per tant, no hi veu cap «traïció» al mestre català. Al final de la seva vida, dedicarà a tots dos mestres el seu corresponent homenatge musical en la Suite Homenajes. La influència de Felip Pedrell seria decisiva en la conformació de la seva estètica: va ser ell qui li va obrir les portes al coneixement de la música autòctona espanyola que tanta importància hauria de tenir a la producció madura de Falla.
Els anys d'estudi a la capital van culminar amb la composició de l'òpera La vida breve, guanyadora del primer premi d'un concurs convocat per l'Reial Acadèmia de Belles Arts de San Fernando.

### La vida breve

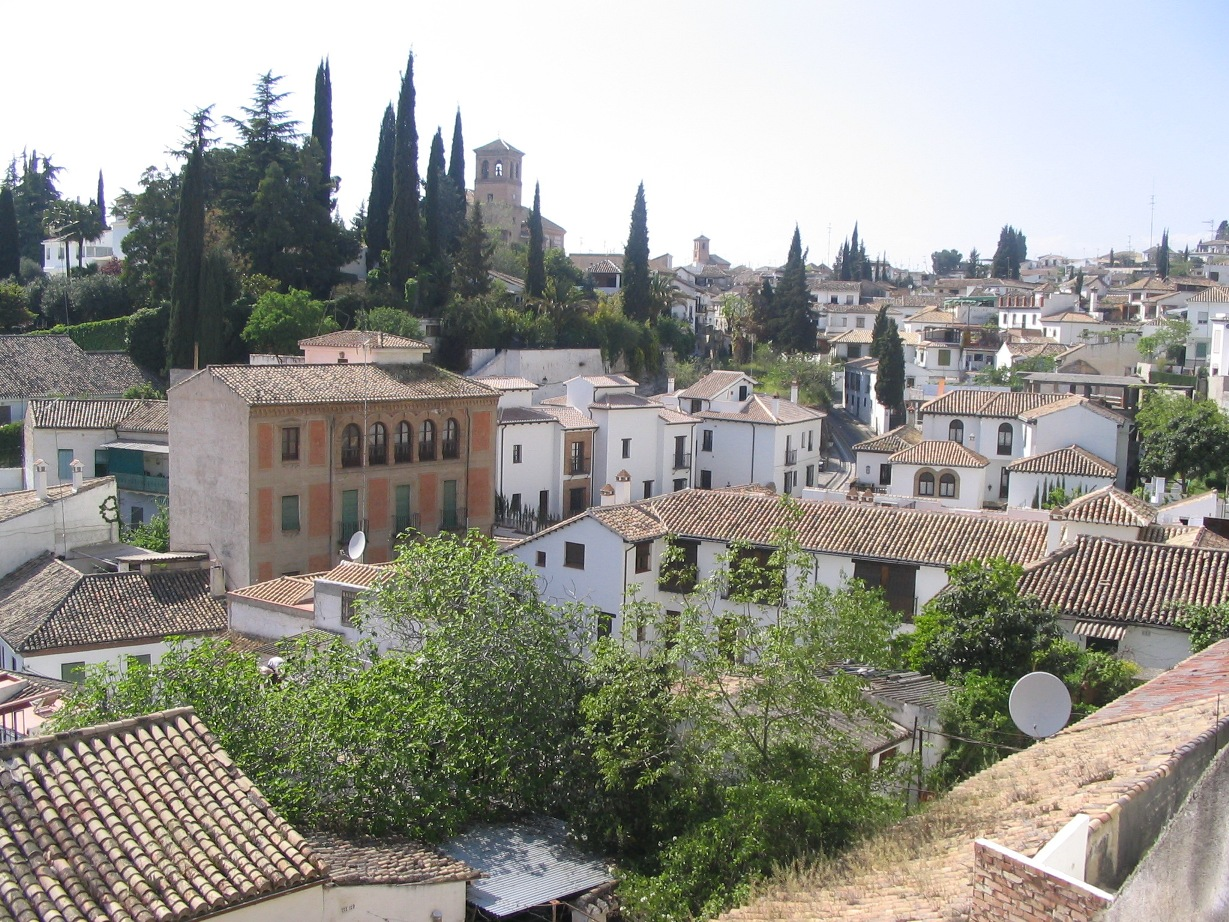
El Albaicín, barri de Granada on transcorre la trama de La vida breve

L'any 1904, l'Acadèmia de Belles Arts de Madrid va convocar un concurs per la composició d'una òpera espanyola. L'estrena de l'obra guanyadora no estava assegurada però, en les bases, l'Acadèmia prometia que havia «de procurar que les obres premiades siguin executades públicament, amb la deguda brillantor en un teatre de Madrid». Gairebé simultàniament la companyia barcelonina de pianos Ortiz & Cussó va convocar un premi de composició pianística, el premi del qual consistia en un excel·lent piano de cua. Falla decideix presentar-se als dos concursos, el que li provocarà no poc estrès i preocupacions, arribant a ambdues proves amb presses i dificultats. En el concurs d'interpretació va haver d'enfrontar-se al jove pianista català Frank Marshall, digne representant de l'escola de Granados. Malgrat la bona impressió que va deixar Falla, va perdre davant Marshall. Al concurs d'òpera va presentar una obra sobre un feble llibret de Carlos Fernández-Shaw, habitual llibretista de sarsuela: La vida breve. A causa de les presses, l'obra es va presentar amb nombrosos errors de còpia, en part també a causa de la col·laboració de l'inexpert germà del compositor, Germán, en les tasques de copisteria. Tot i així, l'obra va guanyar el premi.
S'ha considerat aquesta obra com la que va obrir la porta de la celebritat a Falla. L'obtenció del premi revela l'originalitat de la peça, que tot i emprar una concepció pròxima al que era habitual en la sarsuela— s'ha dit que en aquesta obra Falla té un deute clar amb el Gerónimo Giménez de La tempranica— destaca pel seu ús original de l'element musical popular i per una ambició estètica més enllà del que era corrent en la música espanyola de l'època. F. Sopeña i T. Marco, això no obstant, han remarcat que, més enllà de les influències de la sarsuela, La vida breve és una obra de cabdal importància, un vertader drama líric, magistralment orquestrat i a la que no són alienes les influències veristes, tan a la moda en l'època, i wagnerianes.
Malauradament, el que en principi semblava un primer èxit es va tornar en una de les decepcions més grans de Falla. La subreptíciament promesa estrena a Madrid, després de diversos titubejos i un bon grapat de renovades promeses incomplides, no es va produir. L'obra hauria d'esperar nou anys per ser estrenada, primer a Niça i després a París

### París

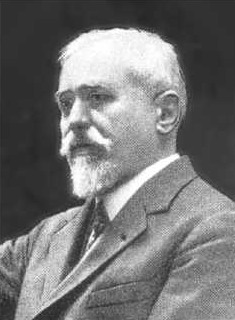
Paul Dukas, el mestre més influent de Falla en la seua etapa parisenca

Falla va arribar a París l'any 1907, encoratjat per una promesa d'una gira de concerts que un empresari de tercera fila li havia fet a Espanya. L'arribada no va estar exempta de problemes econòmics, perquè la gira promesa no va arribar a produir-se, i finalment va ser substituïda per una gira com a pianista acompanyant d'una petita troupe. A París va entrar en relació amb Claude Debussy, Maurice Ravel, Paul Dukas i Isaac Albéniz. Aquest últim, que s'havia guanyat una certa reputació i gaudia de merescuda fama en els cercles musicals parisencs, va fer gestions per aconseguir que la Corona Espanyola concedira una beca al jove músic, el que li va garantir l'estabilitat econòmica a partir de l'any 1908. Falla va tenir la sort de posar-se a treballar sota el mestratge de Dukas, en efecte aquest compositor era alhora un excel·lent mestre, dominava la tècnica de l'orquestració i no es trobava en l'òrbita de l'anquilosada i acadèmica Schola Cantorum de París, dirigida per Vincent d'Indy. A través de Ricard Viñes va conèixer Maurice Ravel qui junt amb Dukas, i Debussy van aconsellar-lo sobre les modificacions a introduir en la partitura de La vida breve, per facilitar la seua estrena francesa. Amb aquest objectiu li va ser encarregada a Paul Milliet la traducció al francès del llibret castellà.
L'any 1909 s'estrenen les Cuatro piezas españolas per a piano, per Ricard Viñes. Es tracta d'una obra construïda sobre materials que Falla havia portat des d'Espanya i que marca un cert progrés en el seu estil, on és palesa la influència de Pedrell. El 1910 s'estrenen les Trois mélodies sobre textos de Gautier. També correspon a aquesta època l'inici de la composició de Noches en los jardines de España. Tot i que en què la major part de la crítica veu en aquesta obra un gir evident cap a una estètica impressionista d'influència debussysta, el cert és que el projecte inicial datava dels seus anys a Madrid, des d'on l'any 1909 s'havia fet trametre els materials per part de la seua família. Hi ha qui assenyala també la influència de Chopin a través dels seus nocturns per piano. En efecte, Falla va mostrar vers Chopin una gran admiració, plantejant-se l'orquestració d'alguna de les seues peces i fins i tot utilitzant una melodia del músic polonès per la seva Balada de Mallorca (1933).
Potser per l'interès que el tema espanyol despertava a França, potser per l'increment de l'atenció pública que començava a despertar Falla, finalment, l'1 d'abril de 1913 s'estrena al Casino Municipal de Niça La vida breve, i posteriorment, el 7 de gener de l'any següent, al Théâtre national de l'Opéra-Comique de París, obtenint un gran èxit de crítica i públic en ambdós casos.
L'any 1914 marcarà la tornada a Espanya, precipitada per l'esclat de la Primera Guerra Mundial. Tanmateix, aquest any veurà el naixement de la primera obra de maduresa del compositor, les Siete canciones populares españolas que ja seran estrenades a Madrid. Amb les Siete Canciones Manuel de Falla inicia un procés de depuració i destil·lació de l'element folklòric espanyol, en certa manera comparable al que Béla Bartok realitza amb el folklore hongarès.

### Maduresa
Falla va sortir de París amb l'esclat de la Primera Guerra Mundial. En arribar a Madrid, com a testimoni del dolor que li va causar l'enfrontament bèl·lic, va posar música a un fluix poema de Gregorio Martínez Sierra, Oración de las madres que tienen a sus hijos en brazos. Aquesta primera col·laboració serà l'inici d'una més llarga associació entre Falla i el matrimoni Martínez Sierra - Lejárraga, que se substanciarà en obres posteriors. José Casanovas ressalta la mala sort de Falla amb els llibretistes, que sempre li van proveir de textos i arguments molt inferiors a la qualitat que la seva música mereixia.

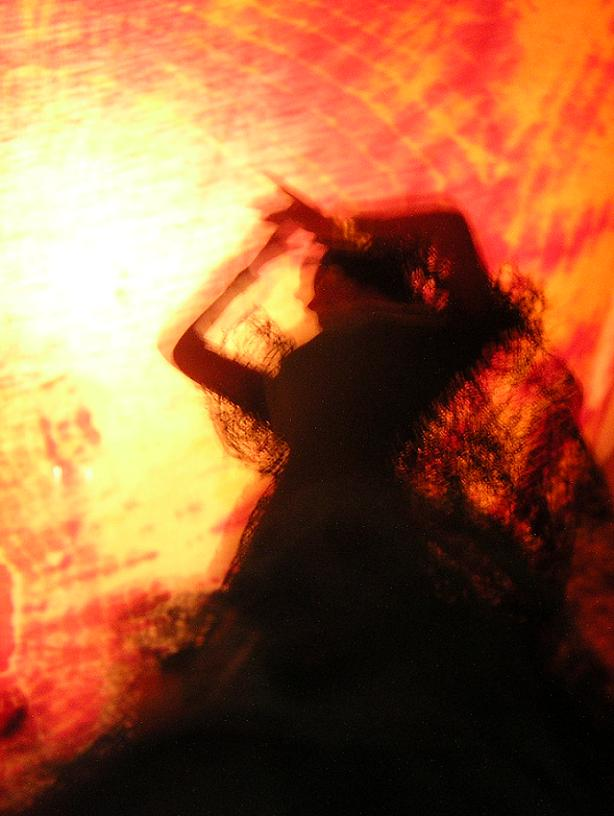
Amb El amor brujo Falla introdueix en la tradició culta el cabal idiomàtic de la música dels gitanos andalusos, defugint del tòpic i a la recerca de l'essència

A Madrid, l'any 1915, tenen lloc les estrenes de les dues composicions que són considerades les seves primeres obres de maduresa: les Siete canciones populares españolas i El amor brujo (ballet "gitanería" en un acte, sobre llibret de Martínez Sierra), amb la bailaora Pastora Imperio en el paper protagonista. A El amor brujo possiblement es troba la translació de la influència dels Ballets Russos de Serguei Diàguilev, que Falla havia conegut a París, però també un cert procés de depuració dels elements folklòrics i la recerca d'un llenguatge personal allunyat de qualsevol influència identificable.
També el 1915 és l'any en què conclou la composició Noches en los jardines de España a Cau Ferrat, Sitges, on havia estat convidat per Santiago Rusiñol. Aquesta obra va ser estrenada al Teatro Real de Madrid el 9 d'abril de 1916 pel pianista José Cubiles. A partir d'aquest moment comencen els contactes amb l'empresari dels Ballets Russos, Diàguilev, que s'havia mostrat interessat en representar les Noches en los jardines de España, opció que a Falla no li va semblar encertada. Amb Diàguilev i Léonide Massine va fer un viatge pel sud d'Espanya, aprofitant que els Ballets Russos havien recalat a Madrid fugint de la guerra.
Per aquesta època Manuel de Falla va començar a treballar en una nova obra, El corregidor y la molinera, basada en la novel·la de Pedro Antonio de Alarcón El sombrero de tres picos. Aquesta obra, inicialment concebuda com una mera pantomima o mimodrama, donarà lloc, una vegada reelaborada, al ballet El sombrero de tres picos que seria estrenat pels Ballets Russos, el 22 de juliol de 1919 (ja acabada la Guerra) al Teatre Alhambra de Londres. La data és agredolça per Falla, perquè poques hores abans del clamorós èxit de l'estrena, potser el més gran de la seva carrera, rep un telegrama que li anuncia l'extrema gravetat de la malaltia de sa mare — que, en realitat, va morir el mateix 22 de juliol —; això fa que hagi de tornar precipitadament a Madrid sense poder assistir a l'èxit de la primera representació. De fet, a l'estrena de El sombrero de tres picos s'uneixen tres talents indiscutibles, Manuel de Falla amb la música, Pablo Picasso amb els decorats i els figurins, i Léonid Massine amb la coreografia. Aquesta obra passarà a formar part del repertori dels Ballets Russos. L'any 1919 és també el de l'estrena de la Fantasia Baetica, per piano, encàrrec del genial pianista Arthur Rubinstein.

### Granada

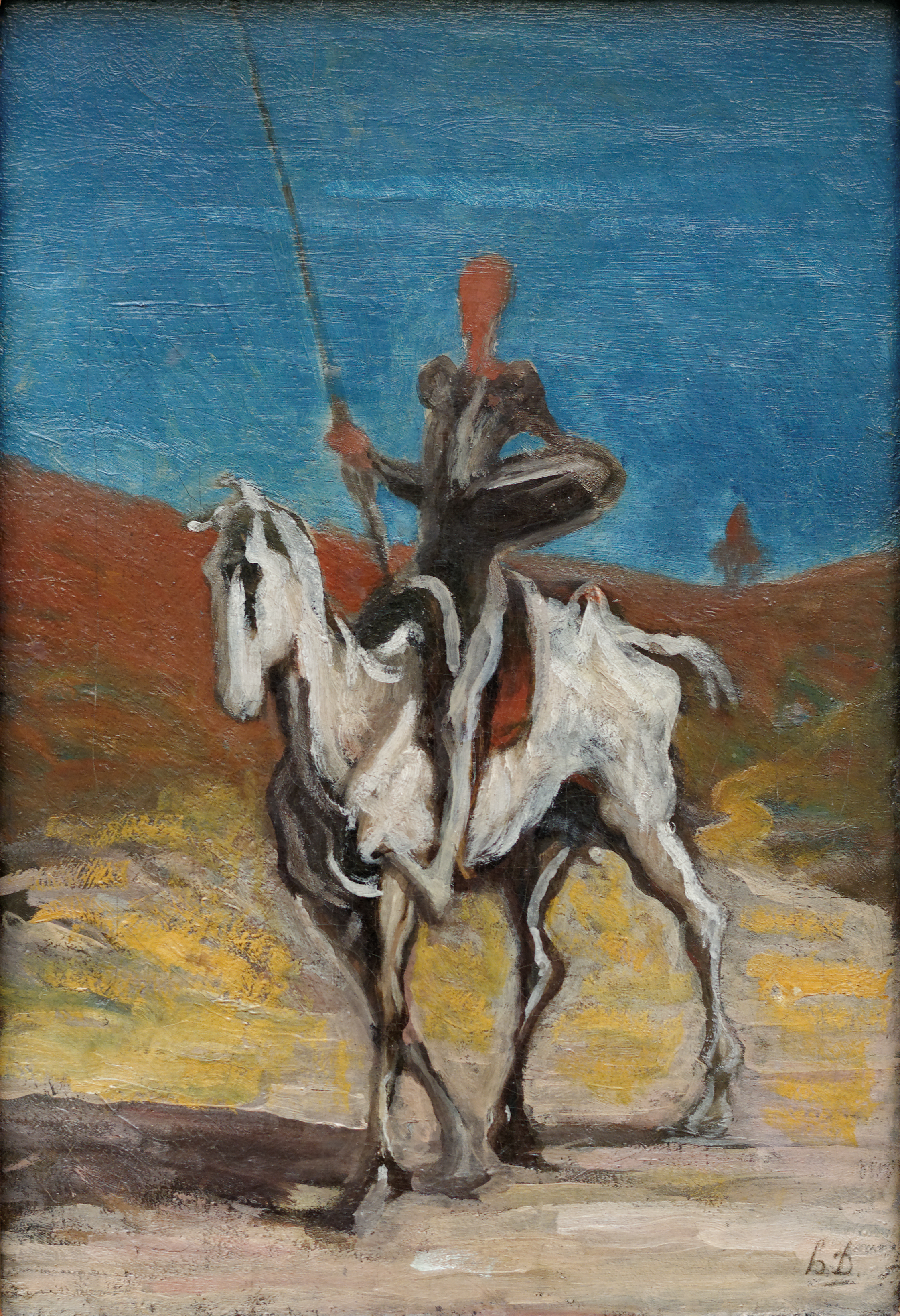
A El Retablo de Maese Pedro Manuel de Falla narra un episodi de Don Quixot mitjançant una òpera de cambra amb titelles. Don Quixot, oli d'Honoré Daumier

Després de diverses gires i viatges per Espanya i per l'estranger per presentar les seves obres, l'any 1922 Falla es va instal·lar a Granada, concretament a la vil·la anomenada Carmen de la Antequeruela Alta, que esdevindrà la seva residència definitiva a la ciutat andalusa, ciutat que ja formava part de l'imaginari del compositor a través d'obres precedents, com La vida breve o les Noches en los jardines de España. Amb l'objectiu de reviscolar i conservar el primitiu folklore andalús va promoure –junt amb Federico García Lorca, Ignacio Zuloaga i altres intel·lectuals i artistes– el "Concurso de Cante Jondo", que va tenir lloc el mes de juny de 1922 en el recinte de l'Alhambra.
A Granada va tenir ocasió de conèixer a la clavecinista Wanda Landowska, que participarà en l'estrena de la següent obra de Falla: El Retablo de Maese Pedro. Curiosament, en els anys en què viu a Granada, Falla gira la seva mirada cap a Castella i les seves joies musicals renaixentistes. Per la composició d'aquesta òpera de cambra per titelles, Falla va necessitar tres anys, i ell mateix es va fer càrrec de l'elaboració del llibret. El llibret està basat en els capítols XXV i XXVI del Don Quixot. L'òpera va ser un encàrrec de la princesa de Polignac, i va ser estrenada en versió de concert a Sevilla i en la seua versió escènica a la residència de la princesa a París. L'obra, qualificada per F. Sopeña com la més bella de la música espanyola, trenca amb l'estètica anterior de Falla i connecta amb les tendències neoclassicistes de la música europea, encapçalades per Stravinski, des d'una òptica molt peculiar. S'ha assenyalat l'original troballa del recitat narratiu del "trujamán" així com el retrat precís de la calidoscòpica personalitat de Don Quixot, que en aquesta breu òpera, mostra els seus vessants cavalleresc, noble, enamorat, somniador, temerari, i en definitiva, boig.
Després de El Retablo Manuel de Falla va compondre la que gran part de la crítica ha considerat la seva obra mestra i que el mateix Maurice Ravel va proclamar «l'obra mestra de la música de cambra moderna». Es tracta del Concert per clavecí i cinc instruments, obra despullada de qualsevol element no essencial i amb la qual arrisca molt, portant l'estètica de El Retablo fins a les últimes conseqüències. Encara avui dia, malgrat el prestigi entre la crítica i els estudiosos, aquesta obra s'interpreta molt menys i no gaudeix del mateix favor del públic que les obres "andaluses" del compositor. Va ser estrenada per Wanda Landowska –de fet, la seua composició es va dur a terme per una comanda de la clavecinista–, el 5 de novembre de 1926 al Palau de la Música Catalana de Barcelona. L'any anterior, a la mateixa sala, la cantant Conxita Badia havia estrenat una altra petita i bella obra del compositor, Psyché.
Al 1927, el Gran Teatre del Liceu va organitzar el Festival Falla dins el cicle de concerts de Quaresma. L'esdeveniment, titulat «Festival Falla», va incloure Siete canciones populares españolas, Noches en los jardines de España, El Retablo de Maese Pedro i fragments de El sombrero de tres picos i de El amor brujo i va comptar amb la col·laboració de l'Orquestra Pau Casals, dirigida per Falla; i dels intèrprets Frank Marshall, Conxita Badia, Alexandre Vilalta, Vicens Martí i Enric Domínguez. Aprofitant l'estada del compositor a la ciutat, Concerts Blaus va organitzar un festival de música catalana en honor a Manuel de Falla. El concert, que es va celebrar el dia 20 de març al Teatre Olympia amb la presència de Falla i que va incloure al programa de ma un dibuix del músic andalús realitzat per Pablo Picasso va tenir dues parts diferenciades. La primera va incloure una sèrie de cançons populars catalanes interpretades per l'Orfeó de Sants i l’Orfeó Montserrat dirigits per Antoni Pérez-Moya. La Cobla Barcelona va interpretar Goig i planys d'Amadeu Vives, Florida de Francesc Pujol, Rosa del folló de Joan Lamote de Grignon i Llicorella de Juli Garreta i també la sardana corejada L’Empordà d'Enric Morera. A la segona part, l’Esbart de Dansaires de l’Associació Cultural de la Barceloneta, acompanyats per la Cobla Barcelona, van ballar diversos ballets d'esbart harmonitzats per Antoni Català. Seguidament, la contralt Concepció Callao i el pianista Frederic Longàs van interpretar diversos lieds de Frederic Mompou, Pere Miquel Marqués, Joaquim Zamacois, Jaume Pahissa i Eduard Toldrà. Per cloure l’acte, la Banda Municipal de Barcelona va interpretar L’alabau i la Glossa del Ball de Gegants de Solsona de Josep Sancho-Marraco, Dansa Anakota d'Antoni Nicolau, Scherzo sobre “La filadora” de Joan Lamote de Grignon i Triana d'Isaac Albéniz-Lamote. L'epíleg de l’acte va consistir en l'estrena de la transcripció per a banda de dues cançons populars de Falla, Nana i Jota i també de la «Danza ritual del fuego» de El amor brujo realitzada per Joan Lamote de Grignon. Els aplaudiments ininterromputs del públic barceloní van obligar Manuel de Falla a dirigir el fragment de El amor brujo.  
Entre 1927 i 1936 Manuel de Falla va començar a alentir el seu ritme productiu. Els problemes de salut augmenten i els compromisos socials i les preocupacions causades pels conflictes socials l'absorbeixen. És també temps de reconeixements: rep el nomenament de fill adoptiu de Sevilla (1926), ciutat en què havia contribuït a la fundació de l'Orquestra Bética, fill predilecte de Cadis (1926), cavaller de la Legió d'Honor de la República Francesa (1928). El 1935 és nomenat membre associat de la secció de música de l'Académie Royale des Sciences, des Lettres et des Beaux-Arts de Bèlgica, i a proposta de Paul Dukas, és elegit membre corresponent de l'Académie des Beaux-Arts de l'Institut de França, ocupant la vacant deixada per Edward Elgar.
Tot i col·laborar amb la República, sent designat l'any 1931 vocal de la recentment creada Junta Nacional de Música, no oblida les seves conviccions religioses, unint-se a un grup d'amics granadins en una carta adreçada a Niceto Alcalá Zamora, president de la República, i al seu amic Fernando de los Ríos, ministre de Justícia, demanant que es prenguin les mesures escaients per evitar la crema i saqueig d'esglésies, així com l'incipient procés de "desevangelització" d'Espanya.

### L'exili
La situació de Falla a Granada comença a presentar-se insostenible cap a 1933. Per una banda s'aguditzen els problemes de salut, amb multitud de símptomes d'etiologia fins ara desconeguda, a més de l'empitjorament de l'estat emocional. Totes les constants de la seva personalitat evolucionen cap a l'extremisme: li molesta qualsevol petit soroll, està pendent de qualsevol símptoma o empitjorament del seu estat... Just en aquest moment li arriba la invitació del músic mallorquí Joan Maria Thomàs per passar una temporada a Mallorca. Per mitjà de la seua germana Maria del Carmen, secretària i companya constant, Falla sol·licita a Thomas un lloc que li permeta treballar amb comoditat, però amb senzillesa i sobretot «sense el més mínim soroll al carrer». En realitat en la fugida a Mallorca hi ha el propòsit de treballar de ferm en el nou projecte: Altàntida, un oratori escènic, a la manera dels antics «misteris», que feia un temps s'havia convertit en la seva obsessió creativa.
Tot el que envolta el procés de creació d'Atlàntida, és insòlit i rocambolesc, en primer lloc el tema: un poema noucentista del poeta català Jacint Verdaguer, que obliga a Falla a capficar-se en l'aprenentatge de la llengua catalana. En segon lloc el llarg procés de composició, de gairebé vint anys (de 1926 a 1946), per finalment deixar l'obra inacabada. Finalment el no més llarg procés de conclusió de l'obra a càrrec d'Ernesto Halffter, deixeble de Falla, fins a la seva estrena al Gran Teatre del Liceu el 24 de novembre de 1961 sota la direcció d'Eduard Toldrà. Per altra banda, és cert que L'Atlàntida de Verdaguer té evidents connexions amb el pensament i l'imaginari Fallià; el lligam amb el passat clàssic i amb el mite d'Alcides i l'episodi de l'hort de les Hespèrides, tan connectat amb la seva natal Cadis, i la imaginada relació del mite de l'Atlàntida amb el descobriment d'Amèrica i l'existència d'una peculiar missió d'evangelització mundial per part d'Espanya. Al llarg dels anys, l’obra ha estat envoltada de dubtes. Més enllà dels escrits pioners de Jaume Pahissa, Suzanne Demarquez, Federico Sopeña, Enrique Franco i Antonio Gallego, cal citar els treballs més recents de Yvan Nommick, Michael Christoforidis, Carol Hess, Andrew Budwig, Stéphan Etcharry, Verònica Llort, Jorge de Persia, Albert Fontelles-Ramonet i Eckhard Weber, que han fet possible avançar en la comprensió de l’obra.
Fins al 1936 Falla divideix les estades entre Granada i Mallorca, però en esclatar la guerra, trobant-se a Granada, s'enfronta amb el drama de l'assassinat del seu estimat amic Federico García Lorca. Se sap que va fer gestions per tractar d'alliberar-lo, sense cap resultat... No obstant sí que pot aconseguir l'alliberament del seu amic Lanz, autor dels decorats per al Retablo. Amb seixanta anys, el deteriorament físic i mental l'han convertit en un ancià maniàtic. Els anys de la guerra els passa en una espècie de boira mental, amb inconsistents reaccions infantils i temors cada vegada més accentuats. En acabar l'enfrontament rep una invitació per donar uns concerts a Buenos Aires i, en una fugida de l'ambient enrarit que s'estava vivint no només a Espanya sinó a tot Europa, embarca a Barcelona en el vaixell «Neptunia» el 2 d'octubre de 1939, quan ja havia esclatat la Segona Guerra Mundial. A Buenos Aires va estrenar la seua darrera obra, la Suite Homenajes, orquestració de la sèrie d'homenatges musicals que havia dedicat a Claude Debussy, Paul Dukas, Felip Pedrell i Enrique Fernández Arbós, i va intensificar la seva relació de Mestre i els seus concerts amb la musa i cantant Conxita Badia, també exiliada en aquest país.

### Últims anys

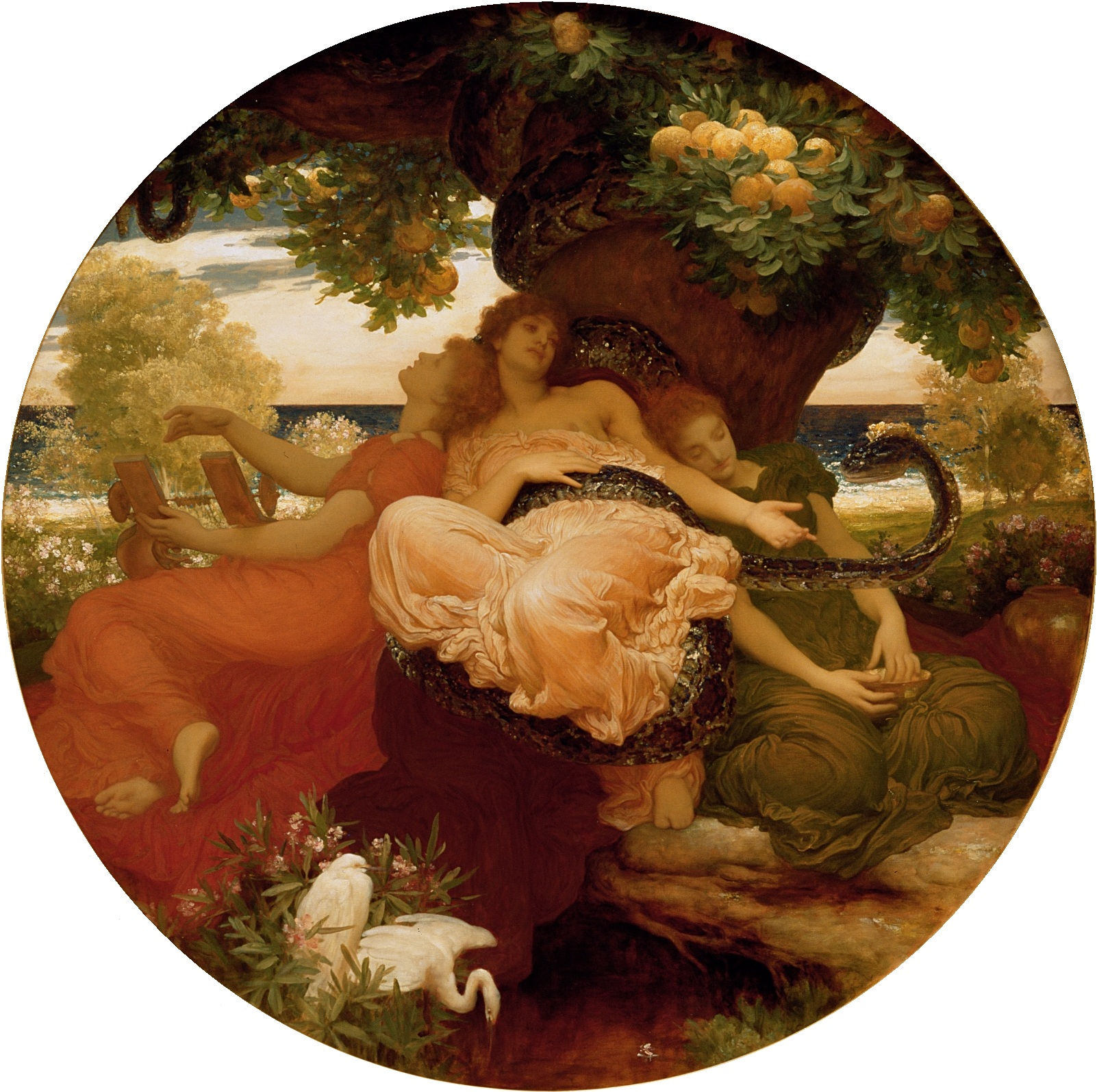
El jardí de les Hespèrides, un dels escenaris de l'acció dAtlàntida, oli de Frederic Leighton

Falla es va retirar a la ciutat d'Alta Gracia, en la província argentina de Còrdova, curiosament situada en una regió anomenada «Nueva Andalucía». Els últims vint anys de la seva vida els va passar treballant en la que considerava que havia de ser l'obra de la seva vida: la cantata escènica Atlàntida, sobre el poema de Jacint Verdaguer, que l'havia obsessionat des de la infantesa i en el qual veia reflectides totes les seves preocupacions filosòfiques, religioses i humanístiques.
No se sap fins a quin punt Manuel de Falla va imaginar que el seu viatge a l'Argentina seria un viatge sense retorn. Tampoc se sap massa dels darrers anys a l'Argentina, només que va viure amb la humilitat i la senzillesa de sempre, acompanyat per la seva fidel germana María del Carmen, i enfrontat a la tasca de completar la seva darrera gran obra, un repte que segurament ultrapassava les seves debilitades facultats.
A Alta Gracia va morir el 14 de novembre de 1946, al llit, d'un ràpid col·lapse cardíac, just dos dies després que s'acomiadés d'ell una de les seves col·laboradores predilectes i gran amiga, la cantant Conxita Badia, que havia decidit tornar de l'exili. "Debe ser el destino", li diu ella abans de marxar. "Al destino no hay que provocarlo", li replica Falla. "Yo seguiré viviendo aquí o en cualquier parte de America. Adiós, Conchita. Hasta que volvamos a vernos. Y si no, en lo eterno". El 1947 les seves restes foren traslladades a Espanya i enterrades a la cripta de la Catedral de Cadis.

## Avaluació
Actualment es considera a Manuel de Falla com ú dels més grans compositors espanyols, sinó de tots els temps, almenys des de l'era dels grans polifonistes del renaixement, encapçalats per Tomás Luis de Victoria. Amb Falla, la música espanyola torna a connectar amb les avantguardes musicals i es guanya un lloc d'honor a les sales de concert.
La seua producció presenta tres característiques peculiars:
- Per una banda, l'ús original de l'element folklòric amb un procés de depuració fins a la seua arrel i de posterior recreació.
- En segon lloc, la limitada extensió del seu catàleg, provocada pel seu caràcter perfeccionista i pels problemes de salut que va patir durant tota la seua vida, que li van impedir dedicar-se intensament a la creació.
- Finalment, l'extremada varietat de temes i la perfecta evolució d'estil, potser només comparable a la polièdrica producció del seu contemporani Ígor Stravinski. Des del castissisme i el verisme de La vida breve, al llenguatge netament personal d'Atlàntida, passant per l'impressionisme de les Noches en los jardines de España, el nacionalisme de caràcter personal de les Siete canciones populares españolas o El sombrero de tres picos o el neoclassicisme —més aviat neorenaixement— de El Retablo de Maese Pedro o el Concert per clavecí, cada obra de Falla ens presenta un músic diferent, com si haguera fet un punt i a part amb les obres precedents. Aquesta evolució és absolutament intencionada; ell mateix va manifestar:

| « | ...cada nit, en anar-me'n al llit, m'envaeixen noves idees i plans, i amb cadascuna d'aquestes idees dec reformular la meua tècnica, però aquesta reformulació només ha d'emfatitzar la meua individualitat, suposar un nou aspecte. Repetir-se un mateix! ací rau el perill; velles èpoques, academicisme. Renovar-se —aquest és el secret. Unitat de fons i pluralitat d'aspectes. | » |

Potser, més que l'exili, consternador des del punt de vista personal, el major drama de Falla va ser el seu silenci creatiu en els últims anys; un drama estètic per tota una nova generació de músics ibèrics que havien albirat en l'evolució de Falla la direcció correcta, i que van quedar orfes de magisteri.

## Personalitat

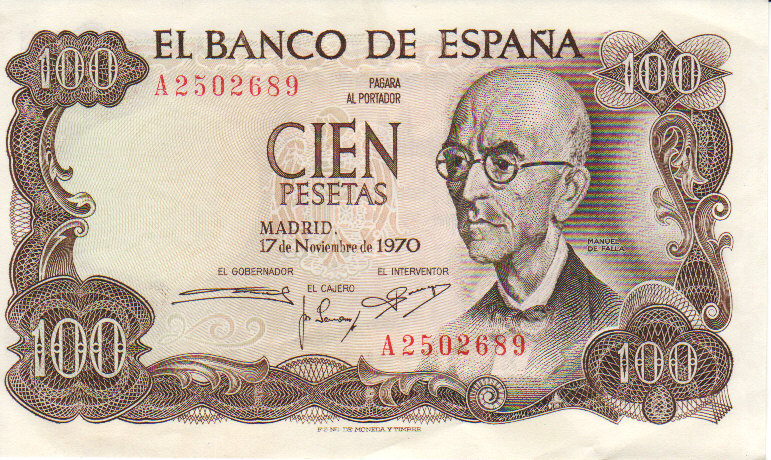
La imatge més difosa de Manuel de Falla, el seu retrat a un antic bitllet de 100 pessetes

Un dels aspectes més interessants i, alhora, més discutits de Manuel de Falla és el de la seva psicologia. Extremadament religiós i sobri, va viure tota la seva vida amb una senzillesa espartana, quasi ratllant en la pobresa material. En el període en què el va adoptar com a deixeble, Felip Pedrell el va descriure com un «andalús d'origen, jove, de 30 anys, que té encís, és summament discret, treballador, estudiós com pocs i, per variar, és un tros de pa». En els anys 1920, en el cim de la seva capacitat creativa i de la seua popularitat, ja havien transcendit els trets més característics de la seva personalitat, que anirien aguditzant-se amb el deteriorament de la seua salut. Edgar Istel, l'any 1926, remarca la seva ascètica austeritat, la religiositat extrema, unides al seu aspecte eixut i distant, que el feien semblar un monjo o un personatge dels quadres de Ribera. En el mateix article d'Istel, se cita l'opinió que llavors manifestava Joaquín Turina sobre la personalitat del seu compatriota, destacant que les seves maneres polides i la seva amabilitat no podien amagar els seus principis gairebé d'anacoreta: la inflexibilitat de les seves idees, la solidesa dels seus principis i una certa tenacitat de propòsit.
Les raons del seu celibat i d'una certa misogínia, que li va ser atribuïda tot i haver gaudit de bones amigues i deixebles femenines, no s'han pogut esbrinar amb claredat a causa de la seva personalitat tímida i el seu extrem secretisme sobre els aspectes privats de la seva vida. Andrew Budwig addueix com a causa del seu celibat el rebuig per part d'una cosina del compositor, María Ledesma, d'una proposició de matrimoni. Més plausibles semblen les interpretacions relacionades amb els problemes de salut que va patir Falla, i que el van afectar físicament i mentalment, fins al punt de poder parlar d'una vertadera neurosi. En efecte, en els anys previs a la guerra, s'aguditzen en Manuel de Falla certes obsessions, com ara l'ordre domèstic i la necessitat d'un absolut silenci, arribant fins a l'extrem que qualsevol petit soroll del carrer el desestabilitzava. La situació d'inseguretat i la pèrdua d'alguns dels seus millors amics, entre ells Federico García Lorca, en els assassinats polítics previs a l'enfrontament militar, el van desestabilitzar completament.
A banda dels inevitables rumors d'homosexualitat també s'ha posat sobre la taula la possibilitat que Falla patira sífilis, el que seria conseqüent amb certs dels seus símptomes físics i neurològics, i amb el seu rebuig amb tota mena de contacte físic i de relació íntima amb les dones, capteniment al que podria haver-lo conduït un sentiment de culpa causada pel seu punyent catolicisme. En l'obra col·lectiva sobre musicoteràpia coordinada per M. Betés, s'hi pot trobar aquesta hipòtesi de diagnòstic:
| « | Falla patia nombrosos trastorns, entre ells, possiblement sífilis i esclerosi múltiple. Des d'un punt de vista psicopatològic, destaca la seua marcada personatitat obsessivo-compulsiva, que el feia revisar una vegada i una altra les seues obres, fins i tot després d'haver-se estrenat, el que desesperava els seus editors. Va ser, a més, un gran hipocondríac: l'obsessió pel seu estat de salut l'impulsava a anotar diàriament dades completes sobre el seu estat. Amb meticulositat extrema anotava les seues mínimes accions, símptomes, diagnòstics, i els tractaments mèdics a què se sotmetia. | » |

## Obres

### Obres originals
| Període                                         | Títol                                                          | Instrumentació | Parts / Indicacions | Estrena |
| ----------------------------------------------- | -------------------------------------------------------------- | --- | --- | --- |
| OBRES PER A INSTRUMENT SOLISTA                  |                                                                | | | |
| 1896                                            | Nocturn                                                        | Piano | | Cadis, Salón Quirell, 16-8-1899, per Falla |
| 1899                                            | Masurca en do menor                                            | Piano | | Madrid, Fundación Juan March, 13-1-1989, per Guillermo González |
| 1900                                            | Serenata andaluza                                              | Piano | | Madrid, Ateneo de Madrid, 6-5-1900, per Falla |
| 1900                                            | Cançó                                                          | Piano | | Data no precisada, per Gerardo Diego |
| 1900                                            | Vals capritx                                                   | Piano | | Madrid, Ateneo de Madrid, 6-5-1900, per Falla |
| 1901                                            | Cortejo de Gnomos                                              | Piano | | |
| 1903 - 04                                       | Allegro de concert                                             | Piano | | Madrid, Ateneo de Madrid, 15-5-1905, per Falla |
| 1906-09                                         | Pièces Espagnoles. Cuatro piezas españolas                     | Piano | I. Aragonesa - II. Cubana - III. Montañesa - IV. Andaluza | París, Salle Érard, a un concert de la Société nationale de musique, 27-3-1909, per Ricard Viñes |
| 1919                                            | Fantasia Baetica                                               | Piano | | Nova York, 27-2-1920, per Arthur Rubinstein |
| 1920                                            | Homenatge. Pour "Le tombeau de Debussy"                        | Guitarra | | Harpa-llaüt: París, Salle des agriculteurs, Société musicale indépendante, 24-1-1921, per Marie Louise Henri-Casadesus. Guitarra: Burgos, Teatro Principal, 13-2-1921, por Miquel Llobet |
| 1922                                            | Cant dels remers del Volga (Del cançoner musical rus)          | Piano | | Granada, Palau de Carles V (Salón de la "Chimenea italiana"), 21-6-1971, per Manuel Carra |
| 1935                                            | Pour le tombeau de Paul Dukas                                  | Piano | | París, Société nationale de musique, Salle de l'École normale de musique, 23-4-1936, per Joaquín Nin-Culmell |
| OBRES ORQUESTRALS                               |                                                                | | | |
| 1909-16                                         | Noches en los jardines de España                               | Piano i Orquestra | I. En el Generalife - II. Danza Lejana - III. En los jardines de la Sierra de Córdoba | Madrid, Teatro Real, 9-4-1916, Orquesta Sinfónica de Madrid; dir. Enrique Fernández Arbós; José Cubiles Ramos, piano. |
| 1915-16                                         | El amor brujo                                                  | Orquestra, versió de concert | Introducción y escena - Danza del fin del día - Escena y Romance del pescador - Intermedio. Cuadro 2°: Introducción y escena - Danza del fuego fatuo - Alucinaciones / Conjuro para reconquistar el amor perdido / Escena - Danza de la bruja fingida / Final. | Madrid, Hotel Ritz, 28-3-1916. Orquesta Sinfónica de Madrid; dir. E. Fernández Arbós. |
| 1917                                            | El amor brujo                                                  | Versió per petita orquestra, versió de concert | Introducción y Danza del fuego fatuo - Romance del pescador - Danza del fin del día - Intermedio - Danza de la bruja fingida / Final. | Madrid, Teatro Real, 29-4-1917. Orquesta Sinfónica de Madrid; dir. E. Fernández Arbós. |
| 1919 - 21                                       | El sombrero de tres picos (Suite núm. 1)                       | Orquestra | 1. Introducción - 2. La tarde - 3. Danza de la molinera (Fandango) - 4. El corregidor - 5. Las uvas. | |
| 1919-22                                         | El sombrero de tres picos (Suite núm. 2)                       | Orquestra | 1. Danza de los vecinos (Seguidillas) - 2. Danza del molinero (Farruca) - 3. Danza final (Jota). | |
| 1938-39                                         | Homenajes, Suite                                               | Orquestra | I. Fanfare sobre el nom d'E. F. Arbós - II. À Claude Debussy (Elegia de la guitarra) - Rappel de la Fanfare - III. À Paul Dukas (Spes Vitae) - IV. Pedrelliana                                                                                                 | Buenos Aires, Teatro Colón, 18-11-1939. Dir. Manuel de Falla. |
| MÚSICA DE CAMBRA                                |                                                                | | | |
| 1897                                            | Melodia per violoncel i piano                                  | Violoncel i piano | | Cadis, Salón Quirell, 16-8-1899. Salvador Viniegra, vc.; Falla, piano |
| 1898                                            | Peça en do major                                               | Violoncel i piano | | |
| 1898                                            | Romança per violoncel i piano                                  | Violoncel i piano | | Cadis, casa de S. Viniegra, 14-7-1899 |
| 1915 (rev. 1926)                                | El amor brujo versió per a sextet                              | 2 violins, viola, violoncel, contrabaix i piano | Danza del fin del día - Intermedio (rev. 1926: Pantomima - Danza ritual del fuego) | Lisboa, Casino Espagnol, 9-1915. Sextet de José Media-Villa (rev. 1926: Cadis, Real Academia Filarmónica de Santa Cecilia, 1-5-1926) |
| 1921                                            | Fanfare pour une fête                                          | 2 trompetes, timbals i tabal | | Londres, 22-10-1921. Dir., Eugène Goossens |
| 1923-26                                         | Concert per clavecí i cinc instruments                         | Clavecí (o piano), flauta, oboè, clarinet, violí i violoncel | I. Allegro - II. Lento - III. Vivace | Barcelona, Palau de la Música Catalana, en concert de l'Associació de Música de Cambra, 5-11-1926. Solistes de l'Orquestra Pau Casals; Wanda Landowska, cl.; dir. Falla |
| 1924                                            | Psyché                                                         | Mezzosoprano, flauta, arpa, violí, viola i violoncel | (poema de Georges Jean-Aubry) | Barcelona, Palau de la Música Catalana, 9-2-1925. M. Josepa Regnard, soprano; dir. Falla |
| 1934                                            | Fanfare sobre el nombre d'E.F. Arbós                           | 4 trompes, 3 trompetes, timbals, tabal i bombo | | Madrid, Teatro Calderón, 28-3-1934. Membres de l'Orquesta Sinfónica de Madrid; dir. E.Fernández Arbós |
| MÚSICA VOCAL                                    |                                                                | | | |
| 1900                                            | Preludis ("Madre, todas las noches")                           | Veu i piano | (Antonio de Trueba) | Barcelona, Saló de Cent, al Festival Internacional de Música de Barcelona, 1967. Ángeles Chamorro, sop.; Enrique Franco, piano |
| 1900                                            | Rima ("Olas gigantes")                                         | Veu i piano | (Gustavo Adolfo Bécquer) | Barcelona, Saló de Cent, 1967. Ángeles Chamorro, sop.; Enrique Franco, piano |
| 1900                                            | "¡Dios mío, qué solos se quedan los muertos!                   | Veu i piano | (Gustavo Adolfo Bécquer) | Barcelona, Saló de Cent, 1967. Ángeles Chamorro, sop.; Enrique Franco, piano |
| 1902-03                                         | Tus ojillos negros, cançó andalusa                             | Veu i piano | (Cristóbal de Castro) | |
| 1903-1904                                       | Cantares de Nochebuena                                         | Veu i guitarra i -almenys per les dues primeres- simbomba i rabel o "chicharra" | I. Pastores venir - II. Maravilla nunca vista - III. Esta noche ha de nacer - IV. Un pastor lleva un pavo - V. Venga la bota - VI. En el Portal de Belén - VII. Por la calle abajito - VIII. La leche de viejas - IX. Un zapatero aburrío (Textos populars)    | Melbourne, Trinity College Chapel, 18-9-1992. Jeannie Marsh, sop.; Michael Christoforidis, Ken Murray, guit. i percussió |
| 1909-10                                         | Trois Mélodies                                                 | Veu i piano | I. Les Colombes - II. Chinoiserie - III. Séguidille (Théophile Gautier) | París, Société musicale indépendante, 4-5-1910. Ada Adiny-Milliet; Falla, piano |
| 1914                                            | Siete canciones populares españolas                            | Veu i piano | I. El paño moruno - II. Seguidilla murciana - III. Asturiana - IV. Jota - V. Nana - VI. Canción - VII. Polo (Textos populars) | Madrid, Ateneo de Madrid, 14-1-1915. Lluïsa Vela; Falla, piano |
| 1914                                            | Oración de las madres que tienen a sus hijos en brazos         | Veu i piano | (Gregorio Martínez Sierra) | Madrid, Hotel Ritz, 8-2-1915, concert inaugural de la Sociedad Nacional de Música. Josefina Revillo; Falla, piano |
| 1915                                            | El pan de Ronda que sabe a verdad                              | Veu i piano | (Gregorio Martínez Sierra) | |
| 1927                                            | Soneto a Córdoba de Luis de Góngora                            | Soprano i arpa (o piano) | (Luis de Góngora) | París, Sala Pleyel, 14-5-1927. Magdeleine Greslé; Mme. Wurmser-Delcourt, harpa |
| OBRES ESCÈNIQUES                                |                                                                | | | |
| 1901 - 2                                        | Los amores de la Inés                                          | Sarsuela | Sarsuela | Madrid, Teatro Cómico, 12-4-1902. Companyia de Loreto Prado i Enrique Chicote |
| 1904 - 13                                       | La vida breve                                                  | Drama líric en dos actes i quatre quadres amb llibret de Carlos Fernández Shaw | Drama líric en dos actes i quatre quadres amb llibret de Carlos Fernández Shaw | Niça, Casino Municipal, 1-4-1913. Estrena a París, Opéra comique, 6-1-1914. Estrena a Madrid, Teatro de la Zarzuela, 14-11-1914 |
| 1903                                            | Prisionero de guerra, El cornetín de órdenes, La cruz de Malta | Sarsueles, escrites en col·laboració amb Amadeu Vives; perdudes, només se'n conserven alguns fragments                                                                                       | Sarsueles, escrites en col·laboració amb Amadeu Vives; perdudes, només se'n conserven alguns fragments | No s'arriben a estrenar |
| 1915                                            | El amor brujo                                                  | "Gitanería" en un acte i dos quadres, amb llibret de Gregorio Martínez Sierra | "Gitanería" en un acte i dos quadres, amb llibret de Gregorio Martínez Sierra | Madrid, Teatro Lara, 15-4-1915. Amb Pastora Imperio; dir., José Moreno Ballesteros |
| 1916 - 17                                       | El corregidor y la molinera                                    | Farsa mímica (Pantomima) en dos quadres amb llibret de Gregorio Martínez Sierra sobre la novel·la El sombrero de tres picos de Pedro Antonio de Alarcón.                                     | Farsa mímica (Pantomima) en dos quadres amb llibret de Gregorio Martínez Sierra sobre la novel·la El sombrero de tres picos de Pedro Antonio de Alarcón. | Madrid, Teatro Eslava, 7-4-1917. Orquesta Filarmónica de Madrid; dir., Joaquín Turina; decorats, Amorós i Blancas; figurins, Rafael Penagos; dir. escena, Gregorio Martínez Sierra |
| 1917-19                                         | El sombrero de tres picos                                      | Ballet en dos quadresamb llibret de Gregorio Martínez Sierra sobre la novel·la "El sombrero de tres picos" de Pedro Antonio de Alarcón.                                                      | Ballet en dos quadresamb llibret de Gregorio Martínez Sierra sobre la novel·la "El sombrero de tres picos" de Pedro Antonio de Alarcón. | En concert, parcial: Madrid, Teatro Eslava, 17-6-1919. Orquesta Filarmónica de Madrid; dir. Bartolomé Pérez Casas. Ballet complet: Londres, Alhambra Theatre, 22-7-1919. Léonide Massine, Tamara Karsavina, Ballets russes de Serge Diaghilev; dir. Ernest Ansermet; coreografia, Léonide Massine; teló, decorats i figurins, Pablo Picasso |
| 1918 - 19                                       | Fuego fatuo                                                    | Òpera còmica inèdita en tres actes sobre temes de Frédéric Chopin i llibret de María Lejárraga. Només estan orquestrats els actes I i III i hi ha esborranys del números 1 i 3 de l'acte II. | Òpera còmica inèdita en tres actes sobre temes de Frédéric Chopin i llibret de María Lejárraga. Només estan orquestrats els actes I i III i hi ha esborranys del números 1 i 3 de l'acte II.                                                                   | Suite realitzada per Antoni Ros-Marbà, estrenada al Festival de Granada, 1-7-1976. Orquesta Nacional de España, dir. Ros-Marbà |
| 1919-23                                         | El Retablo de Maese Pedro                                      | Òpera de per titelles basada en un episodi de Don Quixot de Miguel de Cervantes. | Òpera de per titelles basada en un episodi de Don Quixot de Miguel de Cervantes. | En versió de concert: Sevilla, Teatro San Fernando, 23-3-1923. En versió escènica: París, Palau de la Princesa de Polignac, 25-6-1923; dir. Wladimir Golschmann; decorats i titelles, Hermenegildo Lanz |
| 1919 - 25                                       | El amor brujo                                                  | Ballet en un acte sobre llibret de Gregorio Martínez Sierra. | Ballet en un acte sobre llibret de Gregorio Martínez Sierra. | París, Théâtre du Trianon-Lyrique, 22-5-1925. Amb Antonia Mercé "La Argentina" i Vicente Escudero; dir., Manuel de Falla |
| maig-juny 1927                                  | El gran teatro del mundo                                       | Música incidental per l'obra de teatre homònima de Pedro Calderón de la Barca. | Música incidental per l'obra de teatre homònima de Pedro Calderón de la Barca. | Granada (Festa del Corpus Christi), Plaza de los Aljibes de la Alhambra, 27-6-1927. Dir., Ángel Barrios |
| 1927 - 46 (Halffter: 1948 - 61; rev. 1963 - 76) | Atlàntida                                                      | Cantata escènica amb pròleg i tres parts basada en el poema L'Atlàntida, de Jacint Verdaguer. Inconclusa. Revisada i conclosa per Ernesto Halffter                                           | Cantata escènica amb pròleg i tres parts basada en el poema L'Atlàntida, de Jacint Verdaguer. Inconclusa. Revisada i conclosa per Ernesto Halffter | Versió de concert: Barcelona, Gran Teatre del Liceu, 24-11-1961; dir. Eduard Toldrà. Versió escènica: Milá, Teatro alla Scala, 18-6-1962; dir. Thomas Schippers. Versió "definitiva": Festival de Lucerna, 9-9-1976; dir. Jesús López Cobos                                                                                                 |
| MÚSICA CORAL                                    |                                                                | | | |
| maig-juny 1933                                  | Balada de Mallorca                                             | Cor a 4 veus. Basada en l'Andantino de la Balada núm. 2, en Fa Mayor, op. 38, de Chopin. Text de Jacint Verdaguer                                                                            | Cor a 4 veus. Basada en l'Andantino de la Balada núm. 2, en Fa Mayor, op. 38, de Chopin. Text de Jacint Verdaguer | Mallorca, Cartoixa de Valldemosa, 21-5-1933 (Tercer Festival Chopin). Capella Clàssica de Mallorca; dir. J. Mª Thomàs |

### Obres adaptades
| ARRANJAMENTS D'OBRES ALIENES |                                                  |                                                |                                                                                        |                                                                                       |
| Període                      | Títol                                            | Autor original                                 | Arranjament                                                                            | Parts / Indicacions                                                                   |
| 1922                         | Cançó de Nadal                                   | Nadala catalana instrumentada per Lluís Romeu  | Clavecí, violí, clarinet, llaüt i veu                                                  |                                                                                       |
| 1924                         | Prélude à l'après-midi d'un faune                | Revisió orquestral de l'obra de Claude Debussy |                                                                                        | Très modéré                                                                           |
| 1924                         | Preludi                                          | Adolfo Salazar                                 | Orquestració                                                                           | Orquestració del primer dels tres preludis per piano de l'autor                       |
| 1924-25                      | Obertura de El barber de Sevilla                 | Gioacchino Rossini                             | Revisió orquestral                                                                     |                                                                                       |
| 1932                         | Ave Maria                                        | Tomás Luis de Victoria                         | Versió expressiva per cor a quatre veus mixtes                                         |                                                                                       |
| 1934                         | L'Amfiparnaso                                    | O. Vecchi                                      | Versió expressiva del primer madrigal de la Comedia Harmonica, "O Pierulin dou´estu?", |                                                                                       |
| 1935                         | Invocatio ad Individuam Trinitatem               | Tomás Luis de Victoria                         | Cor a quatre veus mixtes                                                               | La "Invocatio" pròpiament dita és original de Falla, mentre que l'Amén és de Victoria |
| 1937                         | Himne Marcial                                    | Felip Pedrell                                  |                                                                                        | Arranjament i adaptació a un nou text de José María Pemán                             |
| 1939                         | Emendemus in melius                              | Cristóbal de Morales                           | Versió expressiva per cor a cinc veus mixtes                                           |                                                                                       |
| 1939                         | Madrigal: "Prado verde y florido"                | Francisco Guerrero                             | Cor a quatre veus mixtes                                                               |                                                                                       |
| 1939                         | Romance de Granada: Qué es de ti, desconsolado   | Juan del Encina                                | Versió expressiva per cor a tres veus mixtes                                           |                                                                                       |
| 1939                         | Tan buen ganadico                                | Juan del Encina                                | Cor a quatre veus mixtes                                                               |                                                                                       |
| 1939                         | ¡Ora, sus!                                       | Pedro de Escobar                               | Versió expressiva per cor a quatre veus mixtes                                         |                                                                                       |
| 1940-42                      | O Magnum Mysterium (in Circuncisione Domine)     | Tomás Luis de Victoria                         | Cor a quatre veus mixtes                                                               |                                                                                       |
| 1940-42                      | Tenebrae Factae Sunt (Responsorium V)            | Tomás Luis de Victoria                         | Cor a quatre veus mixtes                                                               |                                                                                       |
| 1940-42                      | Miserere mei Deus (Salm 50)                      | Tomás Luis de Victoria                         | 2 cors a quatre veus mixtes                                                            |                                                                                       |
| 1940-42                      | In Festi Santo Jacobi (O Lux et Decus Hispaniae) | Tomás Luis de Victoria                         | Cor a cinc veus mixtes                                                                 |                                                                                       |
| 1940-42                      | Benedictus (de la Missa "Vidi Speciosam")        | Tomás Luis de Victoria                         | Cor a quatre veus mixtes                                                               |                                                                                       |
| 1941-42                      | Cançó de l'Estrella                              | Felip Pedrell                                  |                                                                                        | Revisió de l'orquestració d'aquest fragment de l'òpera Els Pirineus                   |
| 1940-42                      | Romance de Don Joan y Don Ramón                  | Felip Pedrell                                  | Versió expressiva per cor a sis veus mixtes                                            |                                                                                       |